# 비유전율
비유전율(比誘電率, 영어: relative permittivity)은 매질의 유전율과 진공의 유전율의 비이다. 유전 상수(誘電常數, 영어: dielectric constant), 비투전율(比透電率)로도 부른다.

## 공식
비유전율은 일반적으로 εr(ω) (가끔은 κ 또는 K)로 나타내며 다음과 같이 정의된다.
{\displaystyle \varepsilon _{r}(\omega )={\frac {\varepsilon (\omega )}{\varepsilon _{0}}},}
여기서 ε(ω)는 매질의 복소 진동수에 종속적인 절대 유전율이며, ε0는 진공의 유전율이다.

## 복소 유전율
절대 유전율의 경우와 비슷하게, 비유전율은 실수부와 허수부로 분해할 수 있다:
{\displaystyle \varepsilon _{r}(\omega )=\varepsilon _{r}'(\omega )+i\varepsilon _{r}''(\omega ).}

## 같이 보기
- 퀴리 온도
- 강유전체
- 유전율
- 굴절률
- 투자율

## 참조
1. ↑  Linfeng Chen and Vijay K. Varadan (2004). 《Microwave electronics: measurement and materials characterization》. John Wiley and Sons. 8, eq.(1.15)쪽. doi:10.1002/0470020466. ISBN 0-470-84492-2.